# Filmåret 1925

## Årets filmer

### A - G
- Abu Markúb och de hundrade elefanter
- Ben-Hur
- Bland malajer på Sumatra
- Bröderna Östermans huskors
- Damen med kameliorna
- Den gamla herrgården
- Den glädjelösa gatan
- En afton hos Gustaf III på Stockholms slott
- En försvunnen värld
- Ett köpmanshus i skärgården
- Fantomen på Stora operan
- Flygande holländaren
- För hemmet och flickan
- Guldfeber

### H - N
- Heja! Heja! Heja!
- Hennes lilla majestät
- Herr Collins affärer i London
- Ingmarsarvet
- Kalle Utter
- Karl XII
- Karl XII del II
- Kejsarn av Portugallien
- Kungar i landsflykt
- Lustgården
- Mannen och hans överman
- Miljonär för en dag
- När Bengt och Anders bytte hustrur

### O - U
- Pansarkryssaren Potemkin
- Polis Paulus' påskasmäll
- Skeppargatan 40
- Skärgårdskavaljerer
- Styrman Karlssons flammor
- Tre Lejon
- Två konungar

### V - Ö
- Vad stunden brutit
- Vårat gängs tivoli
- Öregrund-Östhammar

## Födda
- 9 januari – Lee van Cleef, amerikansk skådespelare.
- 18 januari – Bengt Eklund, svensk skådespelare.
- 26 januari – Paul Newman, amerikansk skådespelare.
- 29 januari – Karin Miller, svensk skådespelare.
- 8 februari – Jack Lemmon, amerikansk skådespelare och regissör.
- 17 februari – Hal Holbrook, amerikansk skådespelare.
- 21 februari – Karin Vaage, norsk skådespelare.
- 1 mars – Majlis Granlund, finlandssvensk skådespelare.
- 7 mars – Tom Dan-Bergman, svensk skådespelare och teaterregissör.
- 21 mars – Carl-Olof Alm, svensk skådespelare.
- 29 mars
  - Harriett Philipson, svensk skådespelare.
  - Jan von Zweigbergk, svensk skådespelare och regiassistent.
- 3 april – Åke Falck, svensk regissör, skådespelare, programledare och manusförfattare.
- 14 april – Rod Steiger, amerikansk skådespelare.
- 2 maj – Inga Gill, svensk skådespelare.
- 19 maj – Viking Eggeling, svensk konstnär och filmare.
- 20 maj
  - Amy Aaröe, svensk skådespelare och filmbolagsdirektör.
  - Emy Storm, svensk skådespelare.
- 21 maj – Olof Thunberg, svensk skådespelare och regissör.
- 23 maj – Randi Kolstad, norsk skådespelare.
- 24 maj – Mai Zetterling, svensk skådespelare, manusförfattare och regissör.
- 3 juni – Tony Curtis, amerikansk skådespelare.
- 14 juni – Gösta Krantz, svensk revy- och filmskådespelare.
- 21 juni – Maureen Stapleton, amerikansk skådespelare.
- 8 september – Peter Sellers, brittisk skådespelare.
- 3 oktober – Gore Vidal, amerikansk författare, manusförfattare och skådespelare.
- 8 oktober – Olle Hellbom, svensk regissör.
- 15 oktober – Margaretha Krook, svensk skådespelare.
- 16 oktober – Angela Lansbury, brittisk skådespelare.
- 22 oktober – Ulla Hodell, svensk skådespelare.
- 29 oktober – Robert Hardy, brittisk skådespelare.
- 10 november – Richard Burton, walesisk skådespelare.
- 27 november – Michael Tolan, amerikansk skådespelare och filmproducent.
- 2 december – Julie Harris, amerikansk skådespelare.
- 8 december – Sammy Davis Jr, amerikansk artist, sångare och skådespelare.
- 13 december – Dick Van Dyke, amerikansk skådespelare, komiker.
- 24 december – Karl-Erik Stark, svensk skådespelare.
- 28 december – Hildegard Knef, tysk skådespelare.
- 29 december – Gunnar Johansson, svensk skådespelare.
- 31 december – Per Verner-Carlsson, svensk regissör.

## Avlidna
- 21 februari – George S. Trimble, 50, amerikansk skådespelare[1]
- 8 april – Thecla Åhlander, 69, svensk skådespelare.
- 22 juni – Charles Smiley, 60, amerikansk filmskådespelare [2]
- 6 september – William Riley Hatch, 63, amerikansk skådespelare [3]
- 14 november –  Al W. Filson, 68, amerikansk skådespelare [4]

### Fotnoter
1. ↑  IMDb –George S. Trimble
2. ↑  IMDb – Charles Smiley
3. ↑  IMDb – William Riley Hatch
4. ↑  ”IMDb – Al W. Filson”. Arkiverad från originalet den 10 mars 2016. https://web.archive.org/web/20160310184455/http://akas.imdb.com/name/nm0277313/. Läst 6 november 2011.